# Jezioro Tatowskie
Jezioro Tatowskie – jezioro w województwie zachodniopomorskim, w powiecie koszalińskim, w gminie Biesiekierz.
Występuje również rozpowszechniony wariant nazewniczy Jezioro Tatkowskie.

## Położenie
Według regionalizacji fizycznogeograficznej Jezioro Tatowskie leży na obszarze megaregionu Pozaalpejska Europa Środkowa, prowincji Nizina Środkowoeuropejska, podprowincji Pojezierza Południowobałtyckie, makroregionu Pobrzeże Koszalińskie (313.4), mezoregionu Równina Białogardzka (313.42). Kondracki i Richling zaklasyfikowali mezoregion do typu wysoczyzn młodoglacjalnych przeważnie z jeziorami, w większości o charakterze gliniastym, falistym lub płaskim.
Po północnej i wschodniej stronie jeziora rozciągają się zabudowania wsi Tatów. Kilkaset metrów na zachód od Jeziora Tatowskiego leży Parnowskie Jezioro. Około 0,8 km na północny zachód od akwenu położony jest Kikut – wzniesienie o wysokości 60,2 m n.p.m.

## Charakterystyka
Jest to jezioro płytkie, o głębokości maksymalnej około 2 m, z licznymi wyspami. Lustro wody położone jest na wysokości około 33 m n.p.m.
Według typu troficznego jest zaliczane do jezior eutroficznych. Ze względu na typ wśród siedlisk wymagających ochrony w obszarach Natura 2000 w Polsce jezioro wraz z nadbrzeżną roślinnością przyległą sklasyfikowano jako 3150, tj. starorzecza i naturalne eutroficzne zbiorniki wodne ze zbiorowiskami z Nympheion, Potamion, podtyp 1 – jeziora eutroficzne.

## Przyroda i ochrona

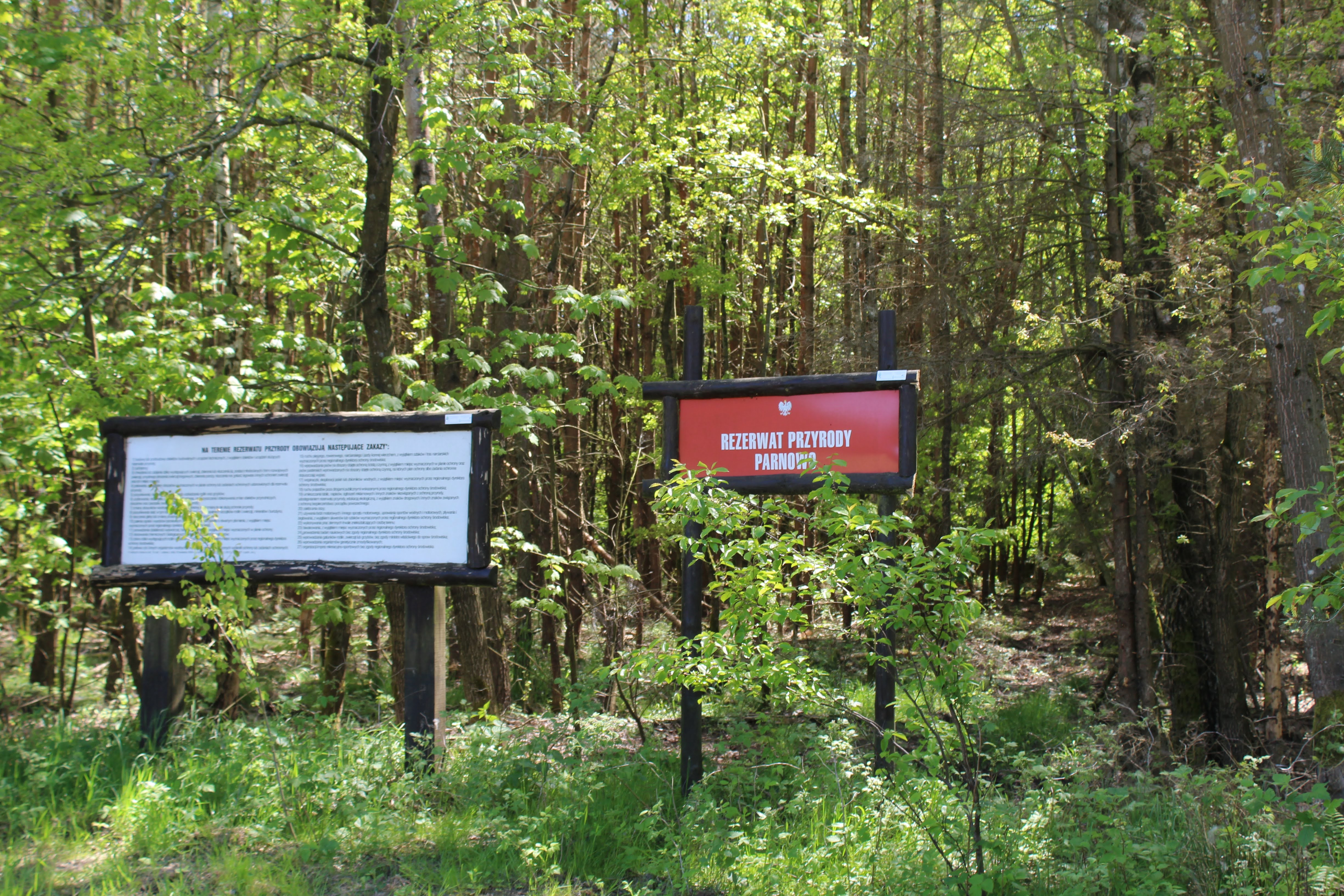
Tablice urzędowa i informacyjna przed rezerwatem przyrody „Parnowo”

Jezioro wraz z nadbrzeżnymi szuwarami i bagnami objęto rezerwatem przyrody o nazwie „Parnowo”. Ta forma ochrony przyrody została ustanowiona 15 grudnia 1976 na mocy Zarządzenia Ministra Leśnictwa i Przemysłu Drzewnego z dnia 10 listopada 1976 r. w sprawie uznania za rezerwaty przyrody i powołana w celu zabezpieczenia miejsc lęgowych rzadkich gatunków ptaków wodnych i błotnych. W Zarządzeniu Regionalnego Dyrektora Ochrony Środowiska w Szczecinie z dnia 5 marca 2015 r. w sprawie rezerwatu przyrody „Parnowo” powierzchnię rezerwatu wyliczono na 62,5826 ha.
W obszarze rezerwatu stwierdzono występowanie m.in. parzęchlinu (Meesia sp.), torfowca błotnego (Sphagnum palustre) czy listery jajowatej (Listera ovata).
Wśród awifauny zaobserwowano m.in. mewę siwą (Larus canus), samotnika (Tringa ochropus), sieweczkę rzeczną (Charadrius dubius), dziwonię zwyczajną (Erythrina erythrina) i łabędzia krzykliwego (Cygnus cygnus).